# Rautajärvi (sjö i Pälkäne, Birkaland)
Rautajärvi är en sjö i kommunen Pälkäne i landskapet Birkaland i Finland. Sjön ligger 86,6 meter över havet. Den är 22,19 meter djup. Arean är 2,42 kvadratkilometer och strandlinjen är 22,2 kilometer lång. Sjön  ingår i Kumo älvs huvudavrinningsområde.   Den ligger omkring 50 km öster om Tammerfors och omkring 140 km norr om Helsingfors. 
I sjön finns öarna Sikosaari, Kalasaari, Kourassaari, Koivusaari, Kömppä, Varsasaari och Lintusaaret. 